# Halil Hamid Pacha
Halil Hamid Pacha, né en 1736 à Isparta et mort en 1785 sur l'île de Bozcaada, est un homme politique ottoman, grand vizir du 31 décembre 1782 au 31 mars 1785 sous le sultanat d'Abdülhamid Ier.
Pendant son mandat, il a invité de nombreux techniciens, militaires et ingénieurs étrangers, en particulier français, afin d'aider l'empire ottoman à se doter d'une puissance militaire navale et de fortifications. Jusqu'à la Révolution française, près de 300 officiers d'artillerie et d'ingénieurs militaires français ont ainsi participé à la modernisation de l'armée turque.